# Acid pipemidic
Acidul pipemidic este un antibiotic chinolonic de generație 1. Medicamentul a fost introdus în terapie în 1979 și este activ pe bacterii bacterii Gram-negative și unele specii Gram-pozitive. A fost utilizat pentru infecții gastrointestinale, biliare și de tract urinar. Autorizația de punere pe piață a fost retrasă din Uniunea Europeană în anul 2019, datorită efectelor adverse de afectare a tendoanelor.